# تری فنیل فسفین سلنید
تری فنیل فسفین سلنید (انگلیسی: Triphenylphosphine selenide) نوعی ترکیب ارگانوفسفره است که به شکل نمک سفید بوده و  در اکثر حلال های آلی محلول است و در آماده سازی سایر ترکیبات سلنیوم کاریرد دارد.